# Хрватска шесторка
Хрватска шесторка (коју чине Макс Бебић, Виц Брајковић, Тони Звиротић, Џо Кокотовић, његов брат Илија Кокотовић и Миле Некић) била је група шесторице Хрвата из Аустралије  осуђених на 15 година затвора 1981. због завере да дигну у ваздух неколико циљева у Сиднеју, укључујући југословенску путничку агенцију, некадашње Елизабетанско позориште у Њутауну и главни водовод у Сент Мерису у западном Сиднеју.
Суђење је било једно од најдужих у правној историји Аустралије. Жалба на пресуде и казне није успела, и шесторка је касније осуђена на 10 година затвора, пре него што су пуштени на слободу 1991. Током 2012. године, тројица од петорице преживелих мушкараца из групе — Макс Бебић, Миле Некић и Виц Брајковић — које је заступао адвокат за људска права Себастијан Де Бренан, поднели су захтев Врховном суду Новог Јужног Велса за судско преиспитивање њихових осуда. Ова пријава је одбачена, међутим у августу 2022. Врховни суд НСВ је наложио преиспитивање пресуда на основу декласификације релевантних докумената ASIO.
Случај је привукао пажњу и Џона Шиндлера, тада на Америчком војном факултету, који је тврдио да је афера „класична” агентска провокаторска операција коју је водила обавештајна агенција тадашњег комунистичког режима у Београду, позната као УДБА, против заједница које су биле против југословенске федерације“. Такође је тврдио да су бивши функционери УДБЕ рекли да је случај хрватске шесторке „један од њихових великих успеха“ у потпуној дискредитацији хрватске аустралијске заједнице. Према Шиндлеру, Аустралијска безбедносно-обавештајна организација би (или је барем требала) била свесна умешаности УДБА-е.
Иан Канлиф, бивши виши правник у Одјељењу за премијера и кабинет, тврдио је да је задржан обавјештајни материјал који би резултирао ослобађајућим пресудама за хрватску шесторку. Овај материјал је намерно чуван од тадашњег премијера Малколма Фрејзера, а судски позиви адвоката одбране на суђењу нису били дозвољени из „разлога националне безбедности“.